# Podgórzyn
Podgórzyn [podgužyn] (do roku 1945 německy Giersdorf, v letech 1945–1946 Popławy [popuavy]) je polská obec, která leží v severním podhůří Krkonoš v Dolnoslezském vojvodství. Je sídlem stejnojmenné vesnické gminy. Zároveň patří do Euroregionu Nisa.

## Charakter obce
Obec se skládá ze dvou částí – dolní má charakter zemědělské vsi, horní je zaměřená na turismus. Dolní Podgórzyn je vystavěný podél potoka Podgórna.

## Historie
Tato obec patří k nejstarším osídleným místům celé oblasti, neboť první písemná zmínka pochází již z roku 1305. V 17. století zde bylo zvonařství, roku 1681 byla založena papírna. Do konce druhé světové války byla tato vesnice součástí Německé říše, později připadla na základě mezinárodních dohod Polsku.

## Zajímavosti obce

### Kostely
Jsou zde dva kostely. Katolický svatostánek Svaté Trojice byl vystavěný při řece Podgórna na počátku 17. století. Původní dřevěný kostel stál na tomto místě už od roku 1318, shořel však 31. srpna 1675 po zásahu bleskem. V současném kostele z konce 17. století je umístěný zvon od místních zvonařů. Druhý – novější barokní kostel pochází z roku 1780.

### Tramvaj
Tramvajová trať z Jelení Hory vedená přes Cieplice do horní části obce Podgórzyn byla provozována do roku 1964. Byla oblíbena zejména během zimní turistické sezóny. Kolejové spojení bylo pro vysokou ztrátovost nahrazeno autobusovou linkou. V bývalé konečné zastávce Pod Skałką je dnes vystaven poslední zachovaný vagón této horské tramvaje.

## Partnerské město
Partnerským městem je český Špindlerův Mlýn.

## Fotogalerie

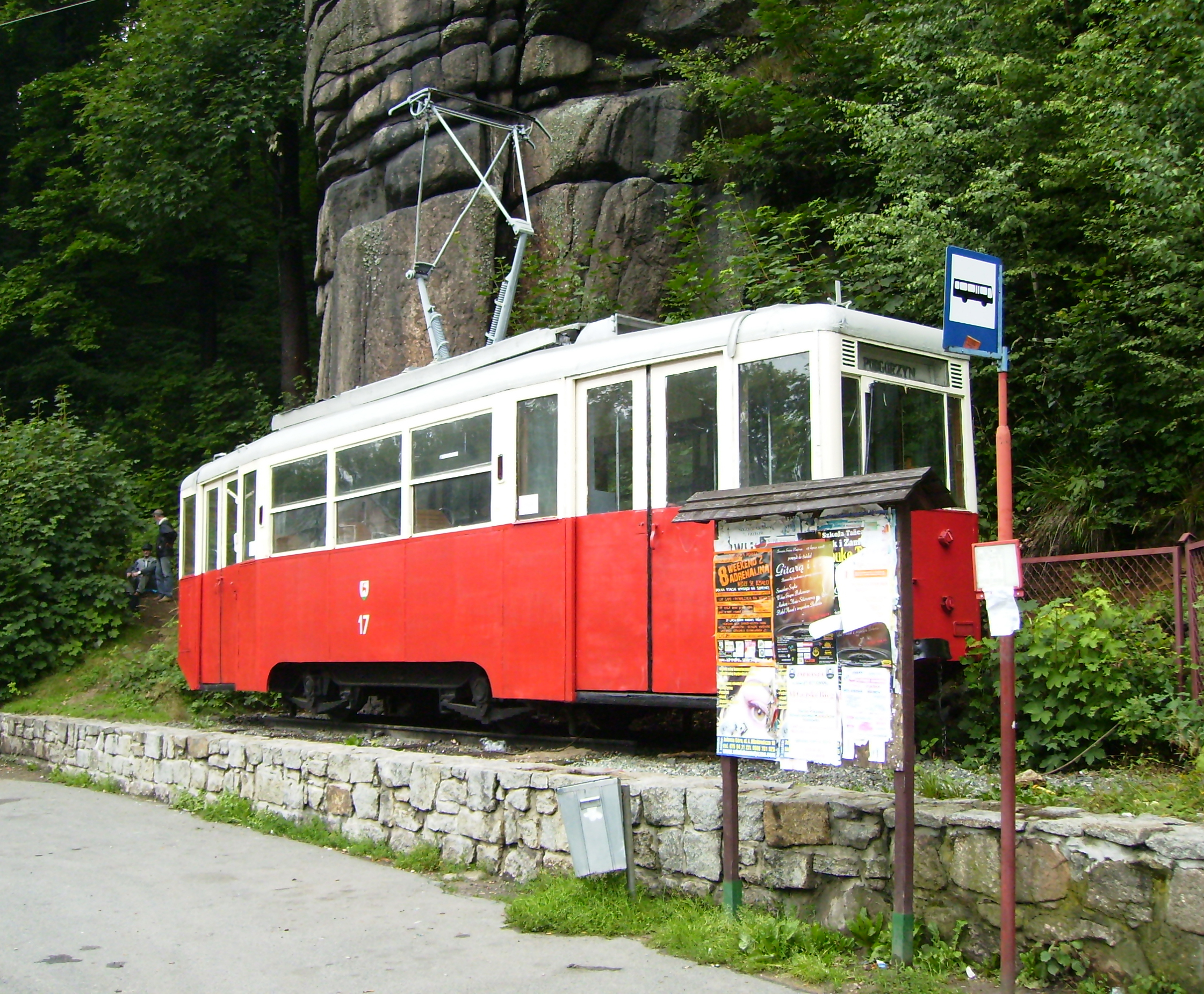
Vystavený vůz zrušené horské tramvajové trati